# Райча
Райча (пол. Rajcza) — село в Польщі, у гміні Райча Живецького повіту Сілезького воєводства.
Населення — 3522 особи (2011).
У 1975—1998 роках село належало до Бельського воєводства.

## Географія
У селі річка Ницкулина впадає у Солу.

## Демографія
Демографічна структура станом на 31 березня 2011 року:
|          | Загалом | Допрацездатний вік | Працездатний вік | Постпрацездатний вік |
| -------- | ------- | ------------------ | ---------------- | -------------------- |
| Чоловіки | 1713    | 328                | 1157             | 228                  |
| Жінки    | 1809    | 308                | 1011             | 490                  |
| Разом    | 3522    | 636                | 2168             | 718                  |